# 金太郎

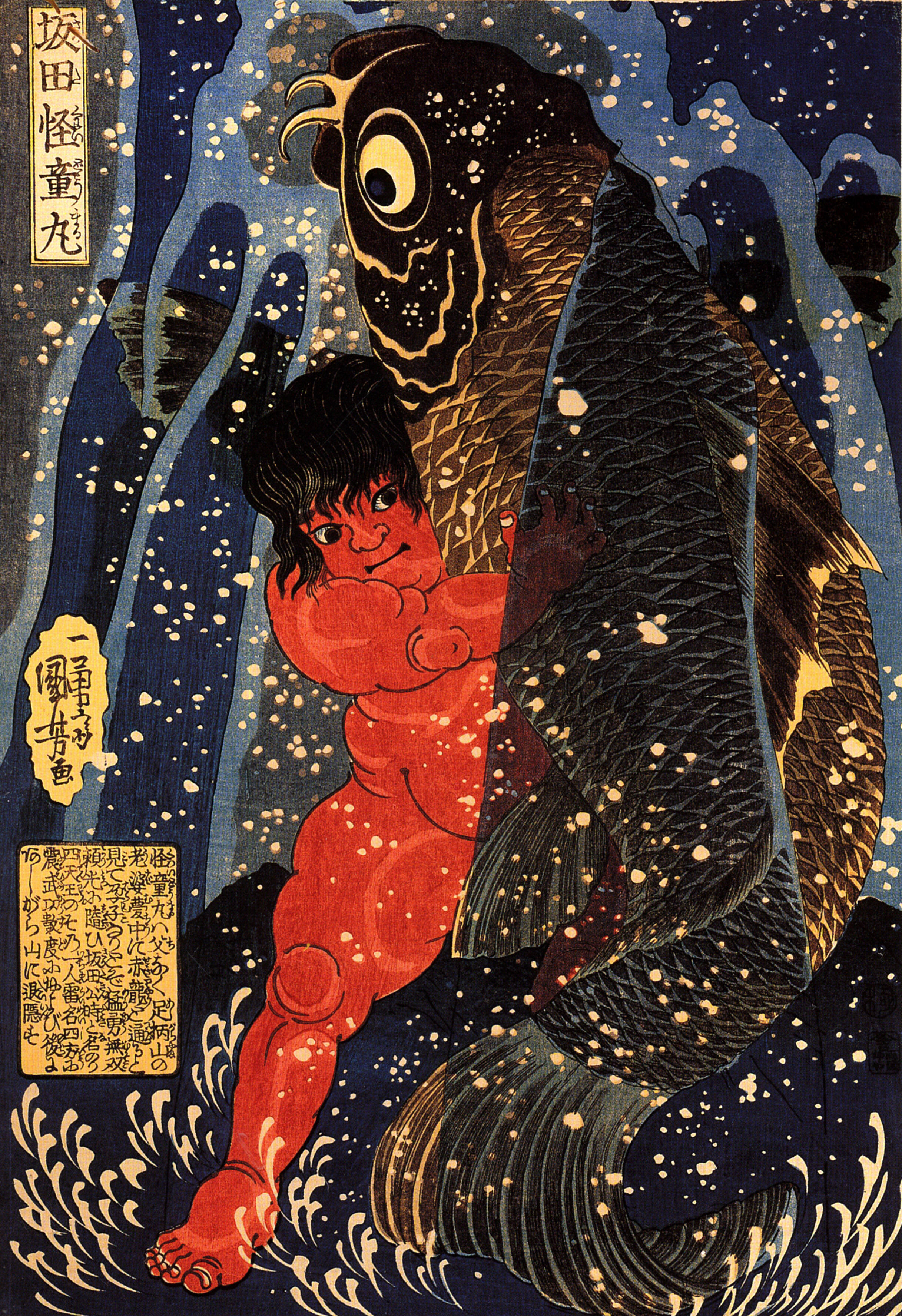
歌川国芳画：『坂田怪童丸』 天保7年（1836年）頃

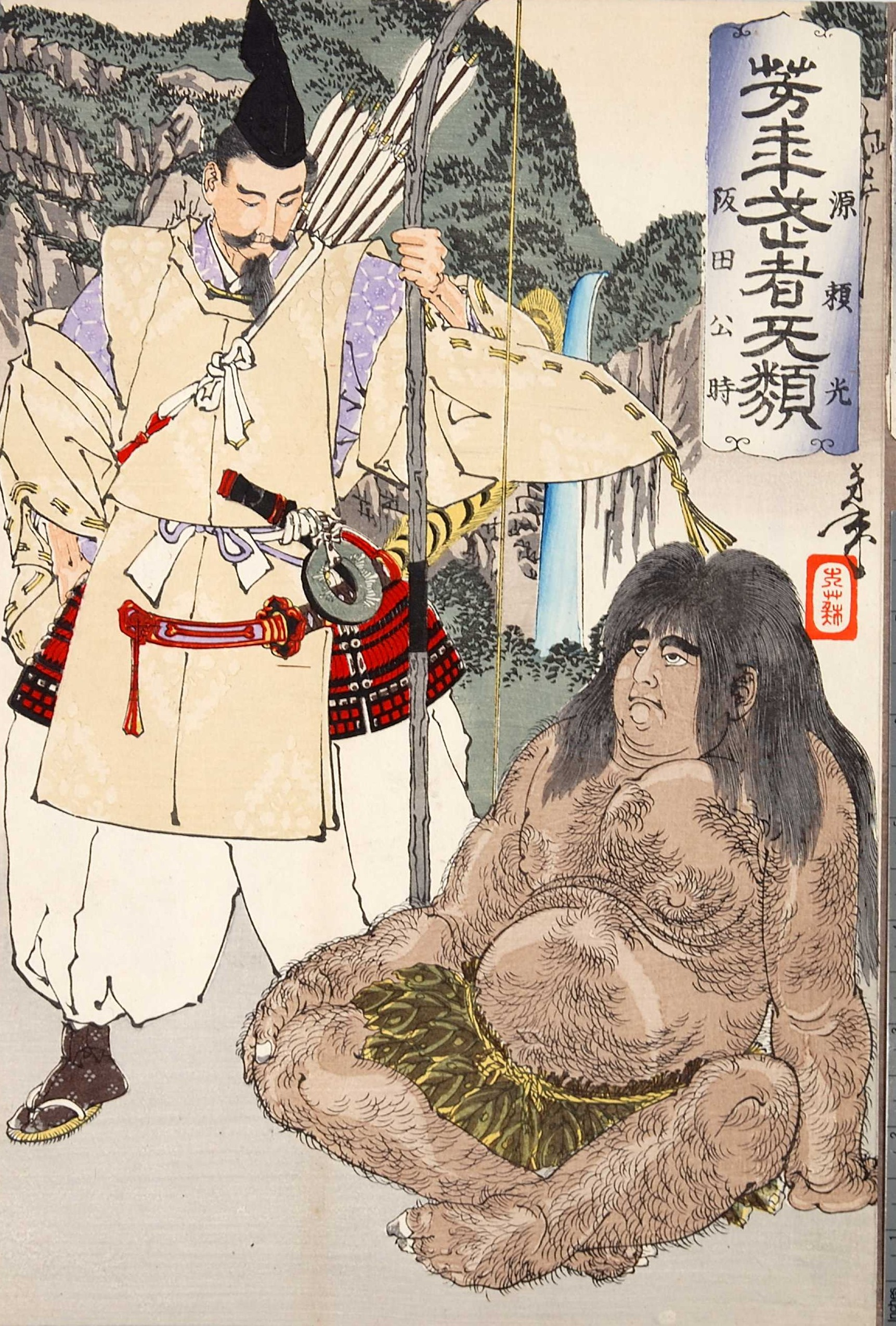
頼光と出会った場面を描いた月岡芳年の作

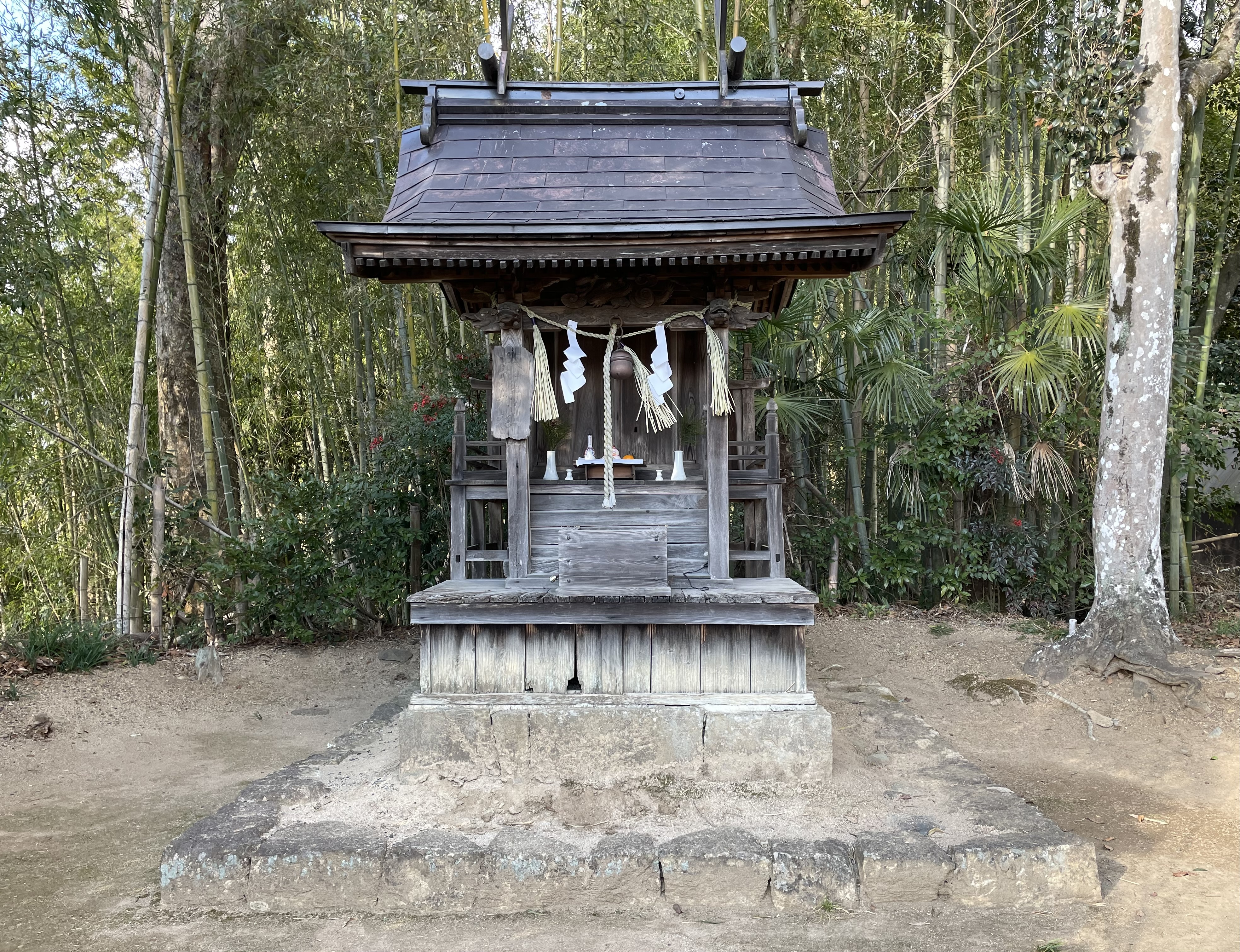
金時を祭ったとされる栗柄神社
（岡山県勝央町）

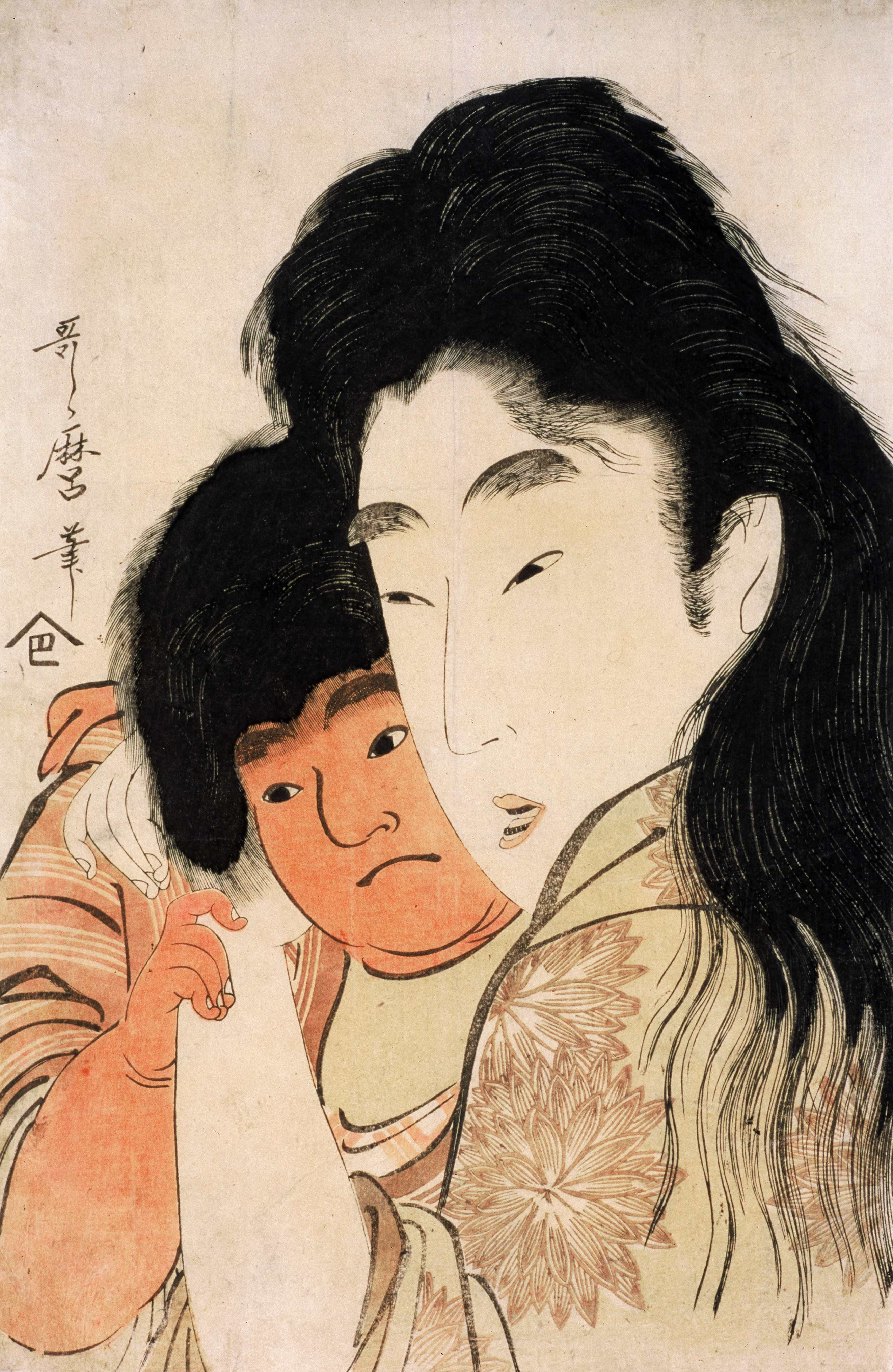
喜多川歌麿画：『山姥と金太郎　頰ずり』 寛政8年（1796年） 同じ画題を描いた歌麿作品は50点ほど確認されている。

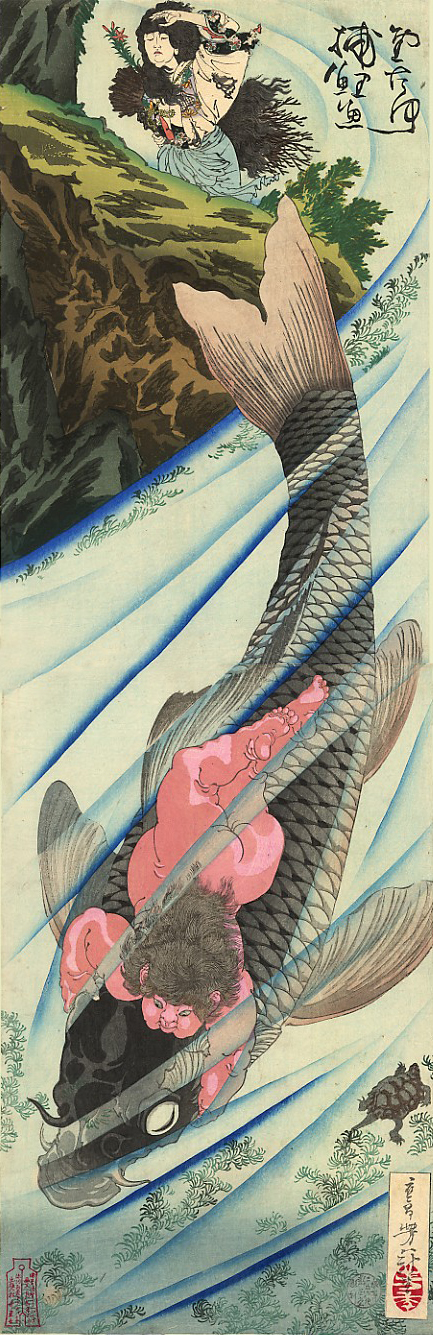
月岡芳年画：『金太郎捕鯉魚図』明治18年（1885年）

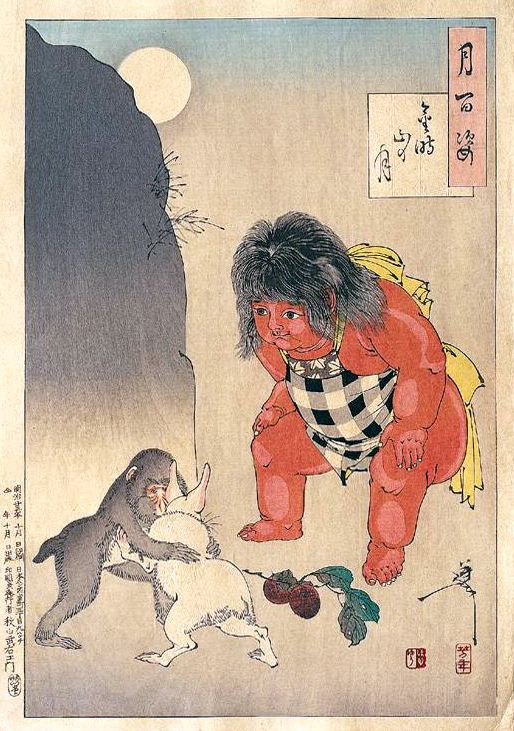
月岡芳年画：『金時山の月』（『月百姿』より）

金太郎（きんたろう）は、坂田金時（坂田公時）（さかたのきんとき）の幼名。または、金太郎を主人公とする昔話、童話の題名である。

## 歴史・伝説

### 典型的な伝説

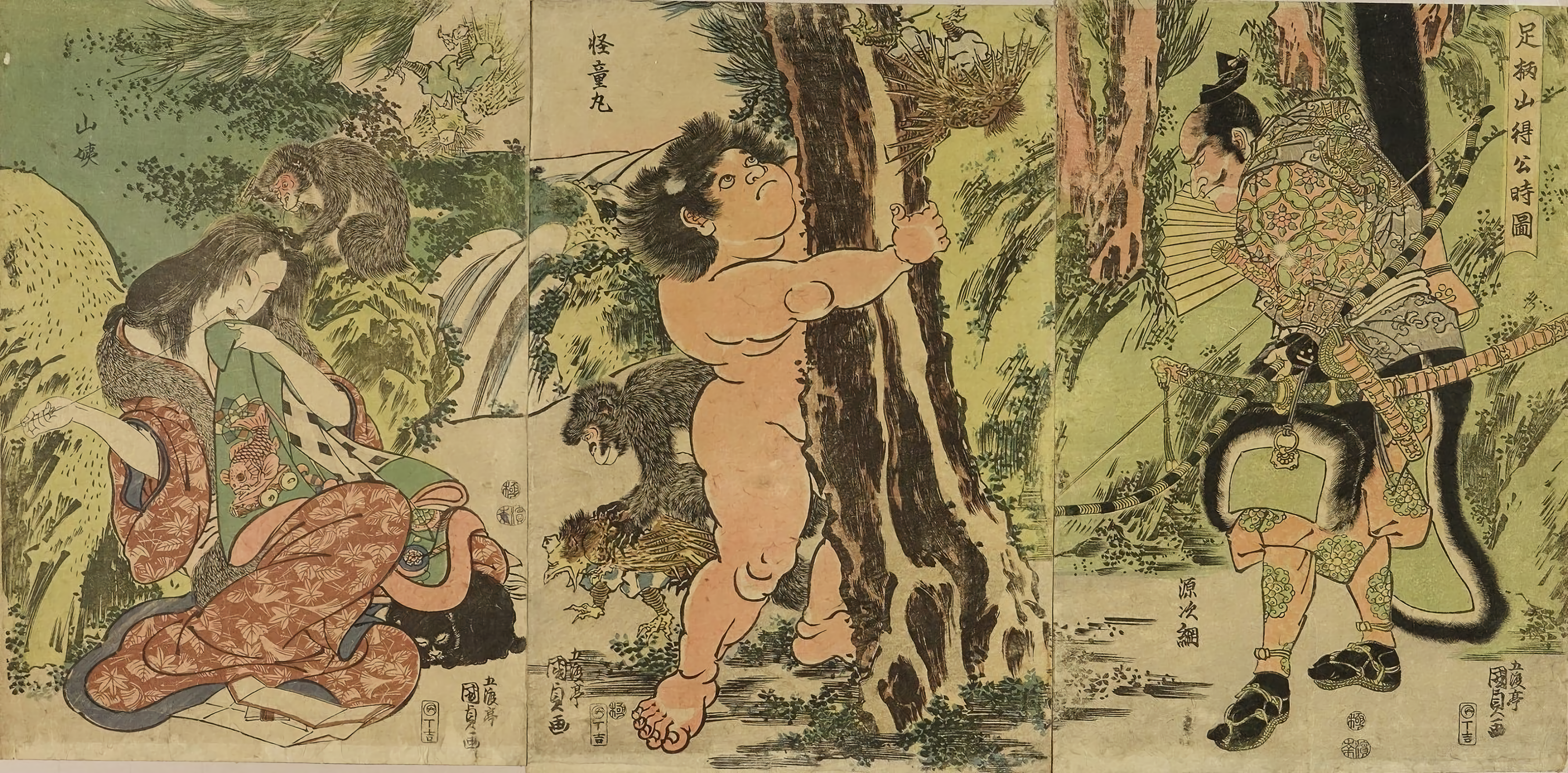
左から右へ：山姥と金太郎と源氏の武士

金太郎にはいくつも伝説が存在する。よく知られているものものに近い、静岡県駿東郡小山町の金時神社の伝説は以下のとおりである。
金太郎は天暦10年（956年）5月に誕生した。彫物師十兵衛の娘、八重桐（やえぎり）が京にのぼった時、宮中に仕えていた坂田蔵人（くらんど）と結ばれ懐妊した子供であった。八重桐は故郷に帰り金太郎を産んだが、坂田が亡くなってしまったため、京へ帰らず故郷で育てることにした。成長した金太郎は足柄山で熊と相撲をとり、母に孝行する元気で優しい子供に育った。
天延4年3月21日（976年4月28日）、足柄峠にさしかかった源頼光と出会い、その力量を認められて家来となった。金太郎は坂田金時（きんとき）と改名し、京にのぼって頼光四天王の一人となった（四天王には他に渡辺綱、卜部季武、碓井貞光がいる）。
当時、丹波の国の大江山（現在の京都府福知山市）に住む鬼の頭目、酒呑童子が都に来ては若い男女を誘拐するなどの悪事をなしていた。
永祚2年3月26日（990年4月28日）、源頼光と四天王たちは山伏に変装して大江山に行き、
神変奇特酒（神便鬼毒酒、眠り薬入りの酒）を使って酒呑童子を退治した。
坂田金時は寛弘7年12月15日（1011年1月21日）、九州の賊を征伐するため筑紫（つくし・現在福岡県）へ向かう途中、美作（みまさか）勝間田荘（現在の岡山県勝央町）の仮陣屋滞在中に重い熱病にかかり、享年55で死去した。村の人々は金時を慕い、倶利伽羅（くりから：剛勇の意）権現として祀った。その神社は現在、栗柄神社と称する。

### 異説
足柄峠をはさんで小山町と隣り合う神奈川県南足柄市にも金太郎の伝説は多く、その内容は小山町との相違点が多く見られる。他にも兵庫県川西市の満願寺の墓、滋賀県長浜市など、各地に伝説がある。
小山町の金時神社には金太郎の伝説のあるちょろり七滝や第六天社がある。
ちょろり七滝の水は金太郎が産まれたとき、産湯として使ったといわれており、住まいである金時屋敷（現在の金時神社）の裏にある。金太郎が丈夫に育ち立派な武将となったことから、周辺の人々は子供が産まれると、この滝の水を産湯にしたといわれている。
南足柄市には夕日の滝という場所があり、金太郎は四万長者の屋敷で産まれ、この滝の水を産湯にしたという伝説がある。また、金太郎の遊び石という丸い大岩が金太郎がお手玉の代わりに使ったと伝わり、四万長者の屋敷の跡地の近くに現存する。
第六天社は金太郎親子が深く信仰しており、母の八重桐が赤いごはんや魚を捧げたりするのを真似て、金太郎はメダカを捕らえてきては生きたまま器に入れ、社前に捧げたといわれている。
滋賀県長浜市と米原市は、昔は坂田郡であり、坂田金時は坂田郡の人であると伝えている。今も長浜市には足柄神社や芦柄神社が何カ所もあり、子ども相撲の行事が行われている。この地域は古代豪族息長氏の本拠地であり、金時はその一族であるという。王の文字はマサカリの象形文字で、腹掛け姿は鍛冶を象徴することから、いち早く鉄文化を手に入れた豪族と考えられている。

### 伝説の歴史的検証
金太郎（坂田金時）という人物の実在は疑わしいとされている。
「金太郎」は坂田金時の幼名とされているが、「○太郎」という名前はむしろ成人の通称によく使われる（八幡太郎（源義家）など）。
藤原道長の日記『御堂関白記』など当時の史料や『小山町史』によると、下毛野公時という優秀な随身（近衛兵）が道長に仕えていた。
坂田金時はこの公時が脚色されていったものらしく、頼光・道長の時代から100年ほど後に成立した『今昔物語集』では公時という名の郎党が頼光の家来として登場している。

### 出生地とされる場所
- 神奈川県南足柄市　金太郎の生家跡（長者屋敷跡）[5]
- 静岡県小山町　金時神社
- 静岡県小山町竹之下の坂田明神と中島の生地
- 新潟県青海町上路（あげろ）の山姥の里
- 長野県南木曽町読書の酒屋と蘭の足跡石
- 長野県八坂村の上篭（あげろ）金時山付近

## 文芸・芸能の中の金太郎
文芸・芸能の題材として金太郎伝説は世に広まったが、まず『古今著聞集』（1254年成立）などの説話や御伽草子、古浄瑠璃によって、頼光四天王のひとりとしての坂田金時が知れ渡り、江戸時代初期にその幼少期が語られるようになった。特に元禄期に広く読まれた通俗史書『前太平記』で語られた金時の出生の非凡さと、山姥が金時を頼光に託す場面は名場面としてジャンルを超えて多くの作品に影響を与えた。
金時の幼少期を語った文芸作品のなかで最古のものが、古浄瑠璃『源氏のゆらひ』（江戸近江太夫作 1659年刊）である。この作品での金時は多田満仲に仕える武士「さかたの源太きんすへ」の嫡男「ちよ若」として登場し、親の仇討ちを果たした後「さかたのみんぶきん時」と改めている。
1670年代に江戸で金平浄瑠璃が流行し、金時の幼少期の物語が今日の金太郎伝説に近い筋立てとなっていく。金太郎伝説には母親として山姥が登場する作品が多く、雷神の子供を孕んで産まれてきたとするものや、金時山の頂上で赤い龍が八重桐に授けた子というものなど出生譚は様々である。金平浄瑠璃最古の金太郎作品『清原のう大将』（1677年刊）では金太郎は金時の幼名である快童丸に通じる「くわいど」と呼ばれ、山姥は鬼女とされている。
金時の幼少期の物語は「山姥物（やまんばもの）」として能、浄瑠璃、常磐津、長唄、富本、清元など、演芸の枠を越えた一大ジャンルを形成した。なお、歌舞伎においては顔見世狂言で前太平記がかけられた際の大切での舞踏劇として演じられる。
幼少期の金時を「金太郎」と呼んだ初出文献は、『改訂日本小説書目年表』によれば1765年（明和2年）刊の『金時稚立 剛士雑』の「坂田金太郎」である。また、1778年刊の『誹風柳多留』には「金太郎わるく育つと鬼になり」という川柳が採られており、18世紀後半には世間一般に「金太郎」の呼称が定着していたと考えられる。

## 画題
江戸時代には浮世絵で金太郎図が数多く描かれ、新年には干支に添えた形で出版された。美人画・役者絵を得意とする鳥居清長（1752年（宝暦2年） - 1815年（文化12年））は天明・文化年間に数多くの金太郎図を描き、美人画で知られる喜多川歌麿（? - 1806年（文化3年））も山姥と組み合わせた金太郎図を描いている。また、歌川国芳（1797年（寛政9年） - 1861年（文久元年））も多くの金太郎図を描いている。

## 唱歌
「マサカリカツイデ～」で始まる童謡「金太郎」は、1900年（明治33年）に発表された「幼年唱歌」に掲載された。作詞・石原和三郎、作曲・田村虎蔵。

## 文化
まさかり（大斧）を担いで熊の背に乗り、菱形の腹掛けを着けた元気な少年像として、五月人形のモデルとなった。この姿から、かつて日本各地で乳幼児に着用させた菱形の腹掛けもまた「金太郎」と呼ぶ。
また、金太郎飴、「金時豆（きんときまめ）」の名前の由来でもあり、更に息子の坂田金平は「きんぴらゴボウ」の名の由来で知られる。

## 派生用語

### キャラクター
- 『うる星やつら』‐ 地球で迷子になった宇宙の幼稚園児の一人として、日本の昔話と同じ名前・姿で登場する。
- 『ミラクル少女リミットちゃん』 -  主人公・西山理美（リミットちゃん）が通っている小学校の体育教師の名前が坂田金時（通称・金時先生）。
- 『ウルトラマン80』 - 足柄山出身で、怪獣ジヒビキランに変身する姿・性質が金太郎に似た相撲の神様であるすもう小僧が登場する。
- にわのまことの漫画『THE MOMOTAROH』 - 金太郎の子孫という設定の「サカタ・ザ・ゴージャス・キンタロウ」というリングネームのキャラクターが登場する。作中には酒呑童子の正体という設定の「イワン・シュテンドルフ」なるキャラクターも登場し、頼光四天王の鬼退治についても言及された。
- 『怪童丸』 - 2001年に発売されたOVA。少女の主人公として坂田金時が登場する。
- 『仮面ライダー電王』- 「キンタロス」という名前のキャラクターが登場する。『金太郎』から熊をイメージした怪人である。派生作品『イマジンあにめ』では「金太郎」の物語を解説する話がある（第25話）。
- 『伊東家の食卓』 - 旗を使った「きんたろうゲーム」というのがあった。
- 『ONE PIECE』-シャボンディ諸島にて、「戦桃丸」という金太郎をモチーフとしたキャラクターが登場する。
- 『銀魂』 - 主人公「坂田銀時」の名前は、金太郎の本名「坂田金時」がモデルである。他に同作には「坂田銀時」本人をモチーフにしたからくり代理人（アンドロイド）「坂田金時（さかた きんとき）」が登場する。
- 『お伽草子』 - 怪力を持つ少年。野性的な性格。全国の強い熊を倒す為に諸国を放浪している。
- 『桃太郎伝説』シリーズ - 桃太郎の仲間として金太郎が登場。派生作品の『桃太郎電鉄』シリーズではアイテムの一つ「金太郎カード」を使用することで金太郎が登場する。
- 『ペルソナ4』 - 主人公の仲間であるクマのペルソナとしてキントキドウジが登場する。
- 『風が如く』 - パンダに股がり坂田金時の末裔の「田中金太郎」として登場。
- 『豪血寺一族』 - 金太郎をモチーフにした「孤空院金田朗」というプレイヤーキャラクターが登場する。技もキャラの見た目も金太郎そのもの。
- 『鬼灯の冷徹』 - 死後、衆合地獄で用心棒として働いている。
- 『Fate』シリーズ - 『Fate/Apocrypha』企画時の設定をもとに『Fate/Grand Order』より登場。詳細はFate/Apocrypha#本編未登場キャラクターにて。
- 『戦国パズル!!あにまる大合戦』 - クマに擬獣化された金太郎〜坂田金時が登場。バリエーションとして「番長・坂田金時」も。
- 『ワンダーランドウォーズ』 - プレイアブルキャラとして幼名の｢怪童丸｣の名で登場。
- 『よいしょの金太郎』 - 南足柄市のゆるキャラ。南足柄市は、後述の川西市と、「災害時における相互応援に関する協定」を結んでいる。
- 『かながわキンタロウ』 - 神奈川県の公式PRキャラクター
- 『きんたくん』 - 兵庫県川西市のゆるキャラ、市のイメージキャラクター。清和源氏発祥の地、多田院を築いた源満仲の子、頼光の家来に坂田金時がおり、墓が満願寺にある縁にて、よいしょの金太郎、かながわキンタロウとよく似ている。
- 『終末のワルキューレ』 - 13人の人類代表の中に「坂田金時」として名を連ねている。16巻の65話にて登場した。

### 交通
- 『金太郎ふじみライン』 - 静岡県道365号足柄峠線の愛称。
- 『はこね金太郎ライン』 - 神奈川県道731号矢倉沢仙石原線（新道、別称：南箱道路）の愛称。
- 『ECO-POWER金太郎』 - JR貨物EH500形電気機関車の愛称。
- 『金太郎塗り』 - 主に鉄道車両の車体正面に施されるカーブの付いたV字型の塗り分けラインを、金太郎の腹掛けに似ている事から俗にこう称している。国鉄80系電車#影響も参照。
- 『金太郎(車止め)』 - 昭和50年頃から杉並区内の歩道に設置された車止め。金太郎のイラストが描かれている。設置された歩道の工事などを契機に撤去され、年々数は減っている[15]。

### 施設
- 『金太郎郵便局』 - 静岡県駿東郡小山町にある郵便局（小山駅前郵便局）。
- 『金太郎温泉』 - 富山県魚津市にある温泉宿（株式会社金太郎温泉）。
- 『道の駅足柄・金太郎のふるさと』 - 神奈川県南足柄市にある道の駅。

### 生物
- 『金太郎』 - ヒメジ（海水魚）の地域名（山口県下関市北部、萩市、島根県西部県境）。